# Cucina delle Asturie

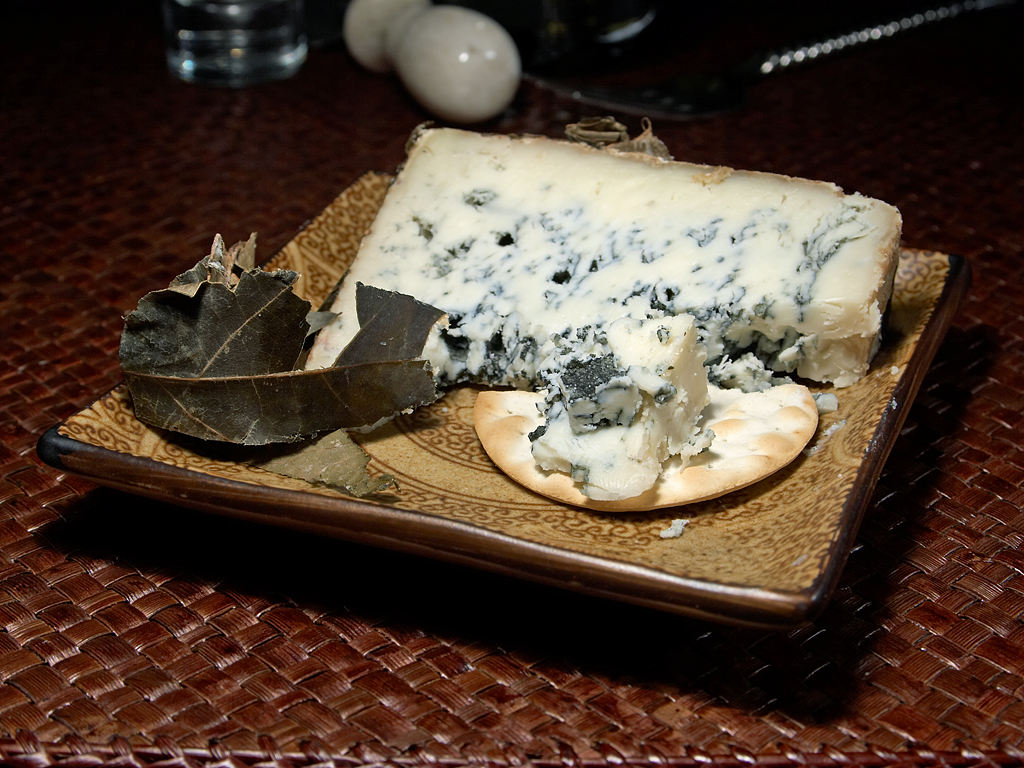
Cabrales, un formaggio erborinato tradizionale asturiano.

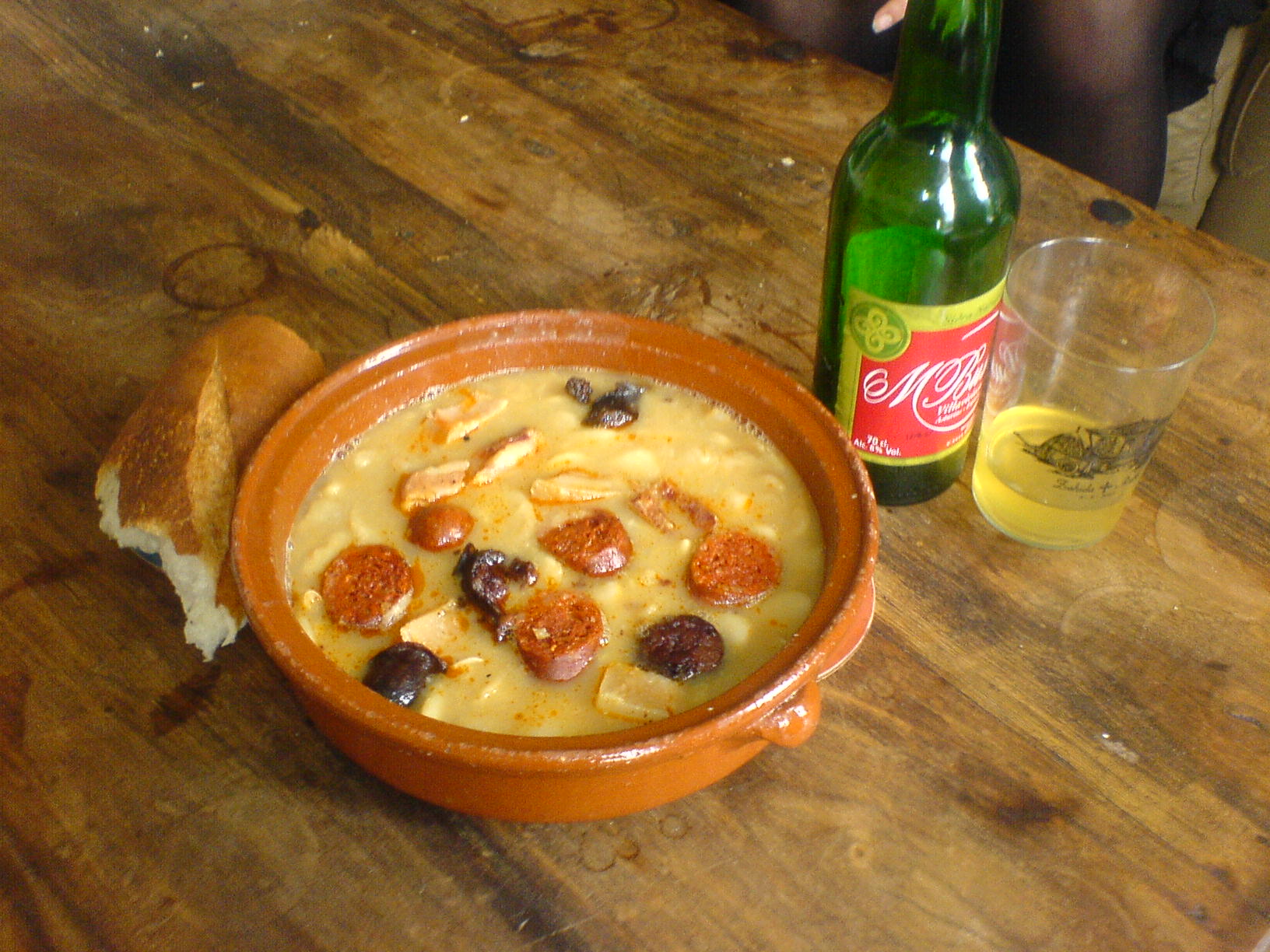
Fabada accompagnata da sidro

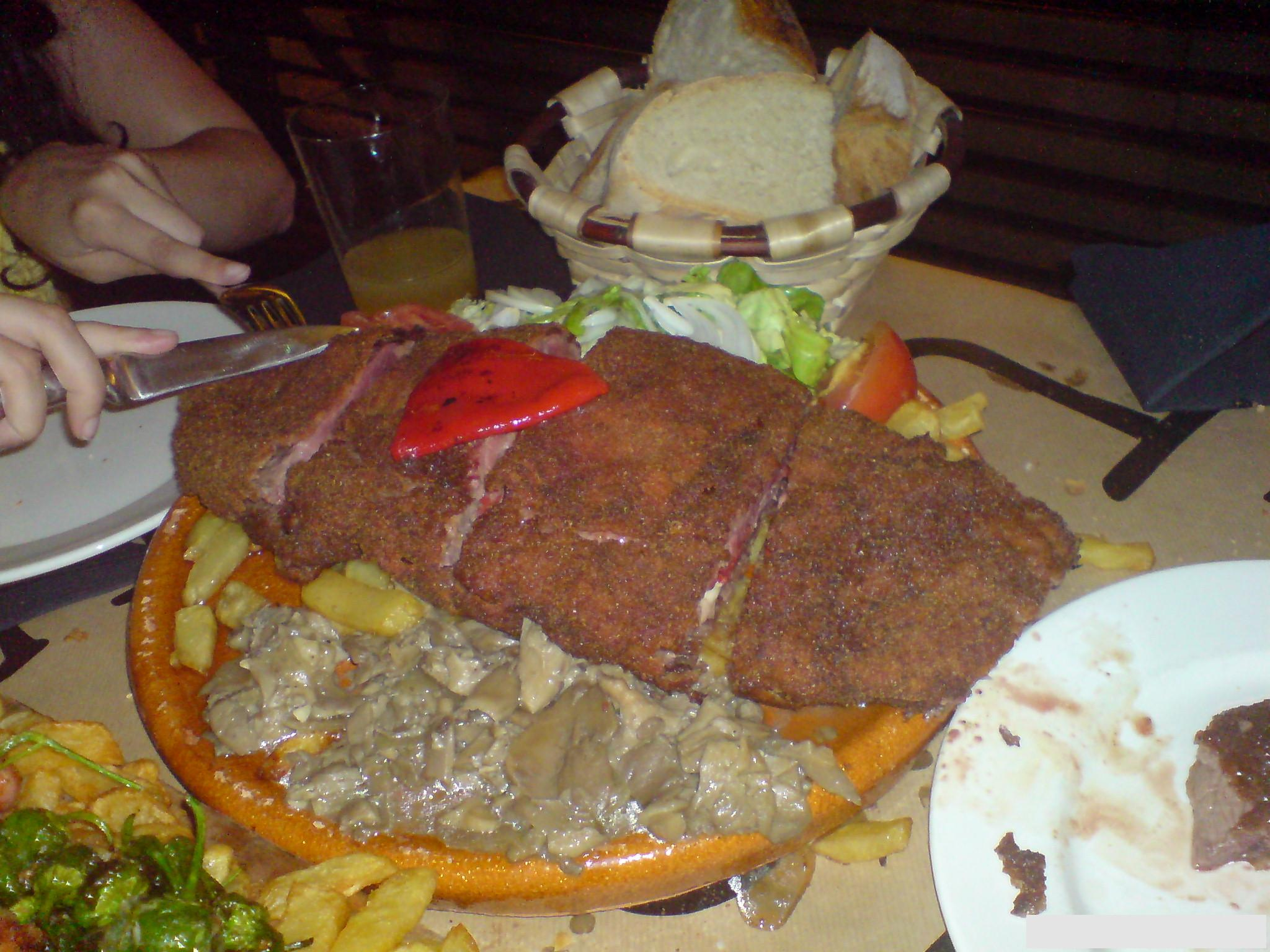
Cachopo

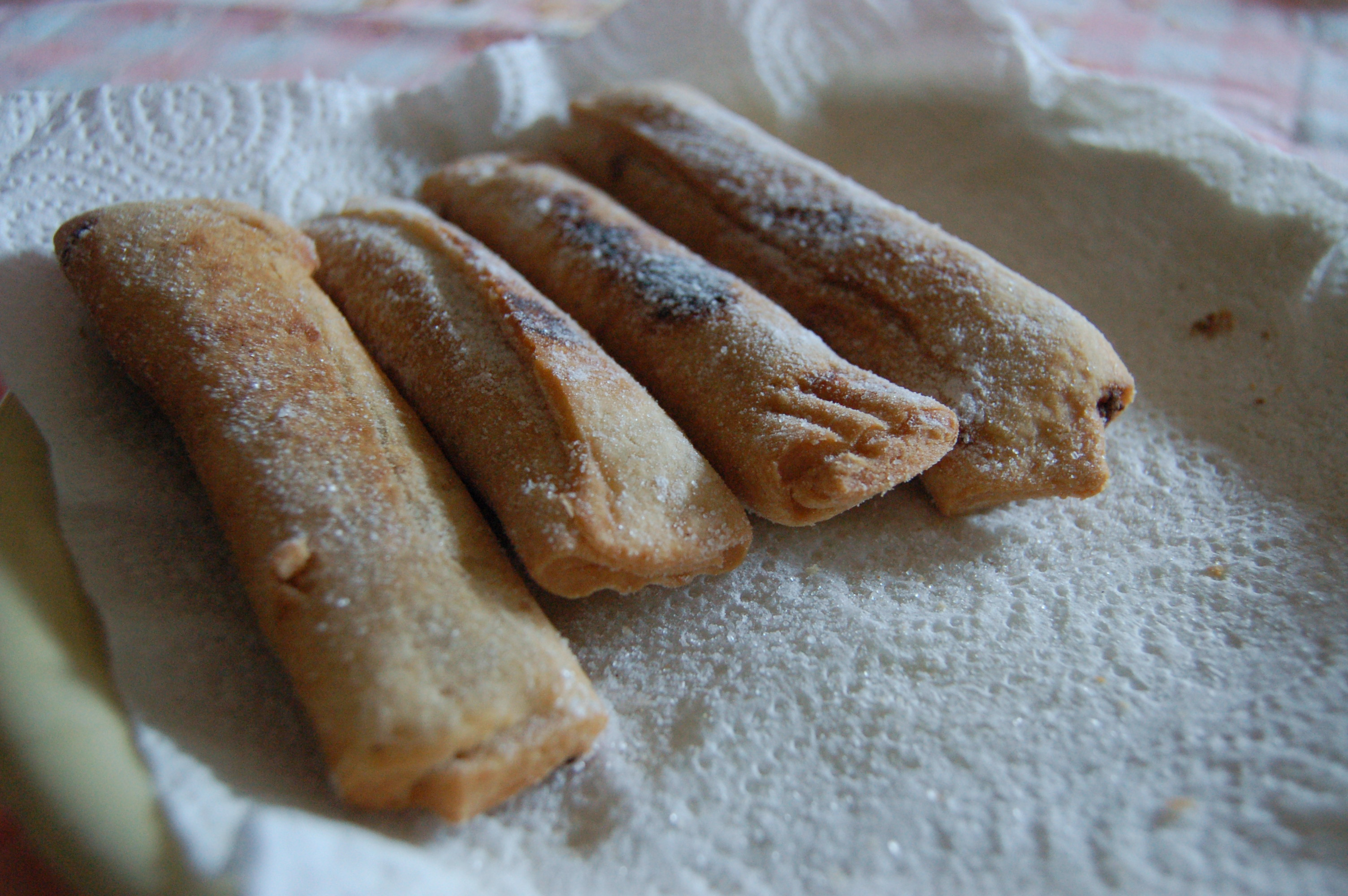
Casadiellas

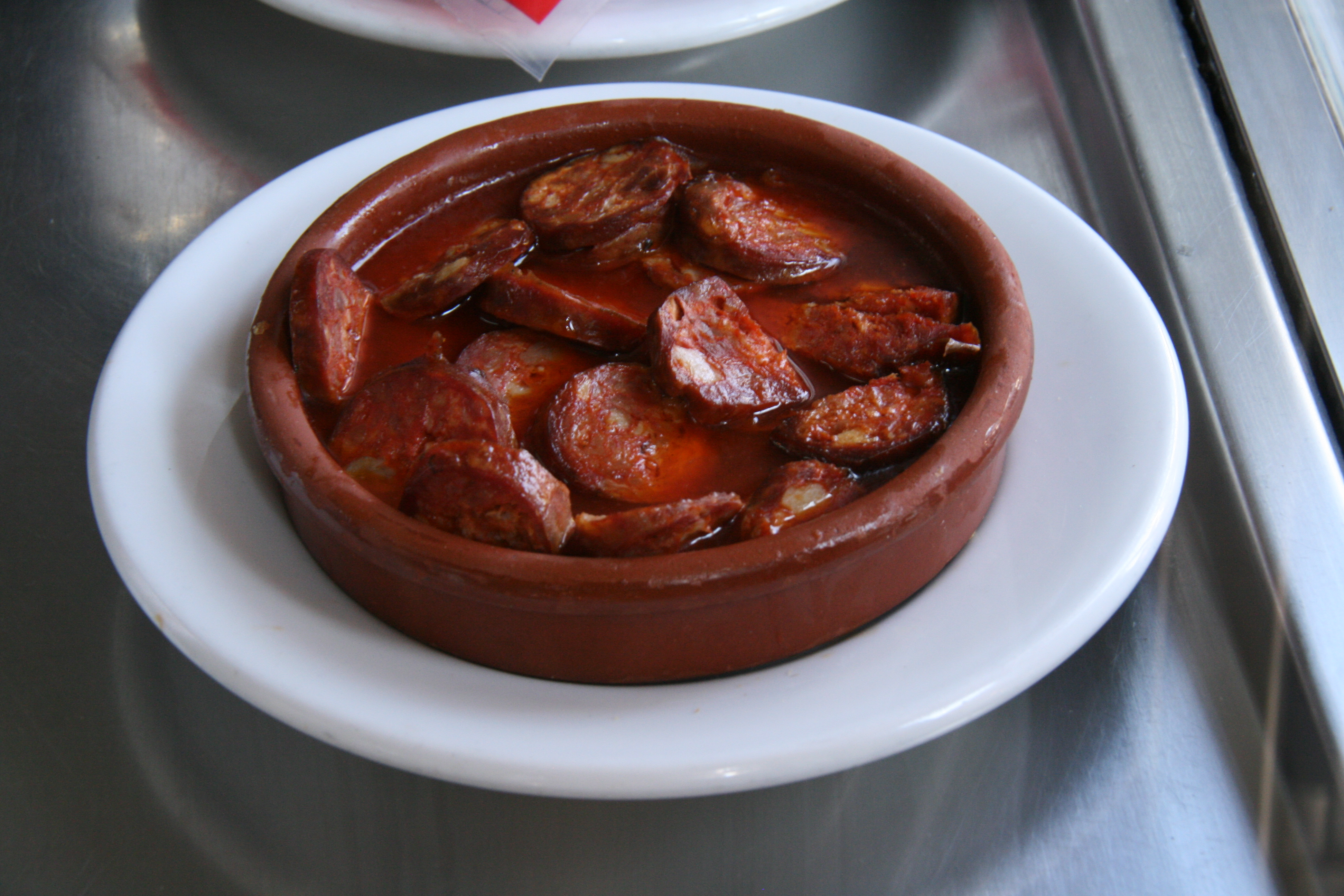
Chorizo al sidro

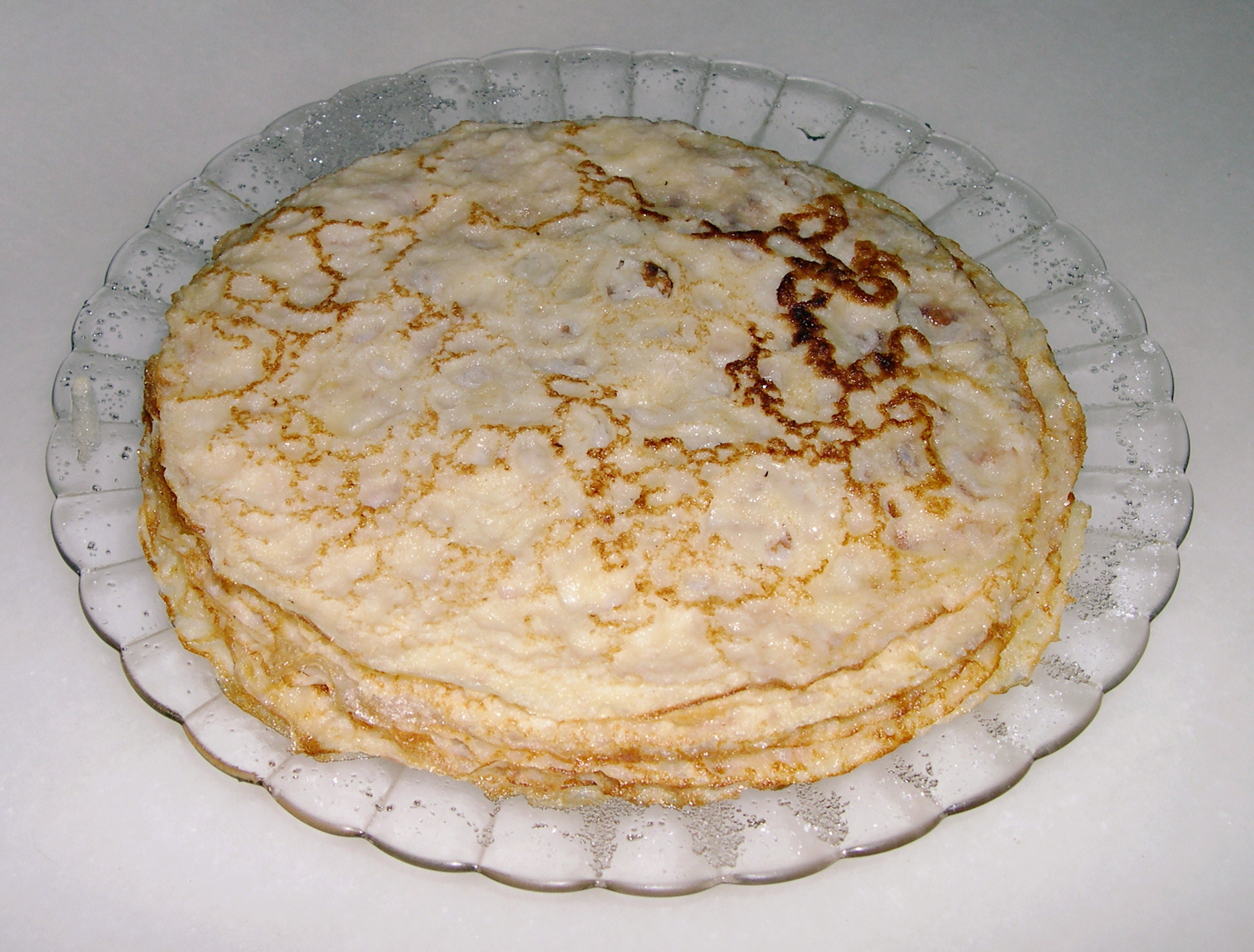
Frisuelos

La cucina delle Asturie è l'unione delle tradizioni culinarie, degli ingredienti e delle ricette della regione delle Asturie in Spagna.
Non esistono, ad oggi, scritti che ci mostrino cosa mangiavano in passato gli asturiani.
Subisce fortemente l'influenza del mar Cantabrico e della catena della Cordigliera Cantabrica che portano rispettivamente pesce e frutti di mare il primo e carne e latte autoctono il secondo.

## Piatti tipici

### Pane
- borona
- hogaza

### Carne
Uno dei piatti più rappresentativi della cucina asturiana è il cachopo, composto da due grandi filetti di manzo farciti con prosciutto e formaggio, impanati e fritti. Tradizionalmente servito con contorni come patate fritte o peperoni, il cachopo è apprezzato sia a livello locale che dai visitatori.

### Formaggi
Esistono 42 varietà di formaggio di cui 4 di Denominazione di origine e uno di Indicazione Geografica Protetta.

### Formaggi di vacca
- Queso Monje: Peñamellera Baja. Variedad Monje Nata, Peñamellera La Casona e Monje Picón (Queso Monje Picón).
- Queso de El Carballo: Taramundi. Due varietà, con o senza noci.
- Queso de Oscos: Grandas de Salime.
- Queso de Abredo: Coaña.
- Queso de Xenestoso: Cangas del Narcea. La sua produzione è molto bassa e si sta perdendo.
- Queso del Valle del Narcea: Salas.
- Queso de Fuente: Proaza.
- Queso de Afuega'l pitu.(D.O.P.):
  - Variedad atroncao: Pravia, Las Regueras, Salas e Grado.
  - Variedad trapu roxu: Grado, Morcín y Riosa.
  - Variedad trapu blancu: Grado, Morcín y Riosa.
- Queso de La Peral: Illas.
- Queso Varé ecológico: Siero. Uno dei pochi formaggi ecologici delle Asturie. Certificato dal Consejo Regulador de la Agricultura Ecológica Asturiana.
- Queso Ovín: Nava. Esiste in tre varietà: vacca, capra e pecora.
- Queso de Urbiés: Mieres.
- Queso Casín: Caso, Sobrescobio e Piloña. (D.O.P.)
- Queso de Los Beyos: Ponga y Amieva. Indicazione geografica protetta.
- Queso de Caxigón: Cabrales.
- Queso de Canal de Ciercos: Peñamellera Baja.
- Queso Cueva de Llonín: Peñamellera Alta.
- Queso de Miranda: El alto de La Miranda
- Queso de Los Carriles
- Queso de Injestu
- Queso de Piedra

### Formaggi di capra
- Queso Monje Cabra: Peñamellera Baja. Varietà al 100% di latte di capra
- Queso Varé: Siero.
- Queso Ovín: Nava. Varietà al 100% al latte di capra.
- Queso de La Peña: San Martín del Rey Aurelio.
- Queso de Collada: Amieva. Varietà al 100% al latte di capra.
- Queso de Los Beyos: Ponga y Amieva. Varietà al 100% al latte di capra. Posee Indicazione geografica protetta.
- Queso Cuevas del Mar: Llanes.
- Queso de Peña Tú: Llanes.
- Queso de Porrúa: Llanes. Varietà di latte di capra.
- Queso de La Chivita: Peñamellera Baja. Varietà di latte di capra.
- Queso de El Boxu: Queso elaborado en Soto de Cangas de Onís

### Formaggi di pecora
- Queso de Jalón: Cangas del Narcea.
- Queso Ovín. Nava.
- Queso de Collada: Amieva.
- Queso Oveyeru: Amieva.
- Queso de Porrúa:
- Queso de Los Beyos: Ponga e Amieva. Indicazione geografica protetta.

### Formaggi derivati da una mescola di latte
- Queso de Madelva: Piloña. latte di vacca e pecora.
- Queso de Gamonéu: Cangas de Onís y Onís. Da latte di vacca, pecora e capra. Di due varietà: puerto e valle (con Denominazione di origine controllata).
- Queso de Cabrales: Primo formaggio asturiano ad ottenere la Denominazione di origine nel 1982. Con tre tipi di latte.
- Queso de Urriellu: Llanes. Latte di vacca e capra.
- Queso de Pría: Llanes. Latte di vacca e pecora.
- Queso de Vidiago: Llanes. Latte di vacca e capra.
- Queso de Peñamellera: Peñamellera Alta. Con tre tipi di latte.
- Queso de La Chivita: Peñamellera Baja. Latte di vacca e capra.
- Queso Rozagás: Llanes
- Queso de Arangas